# Třída N

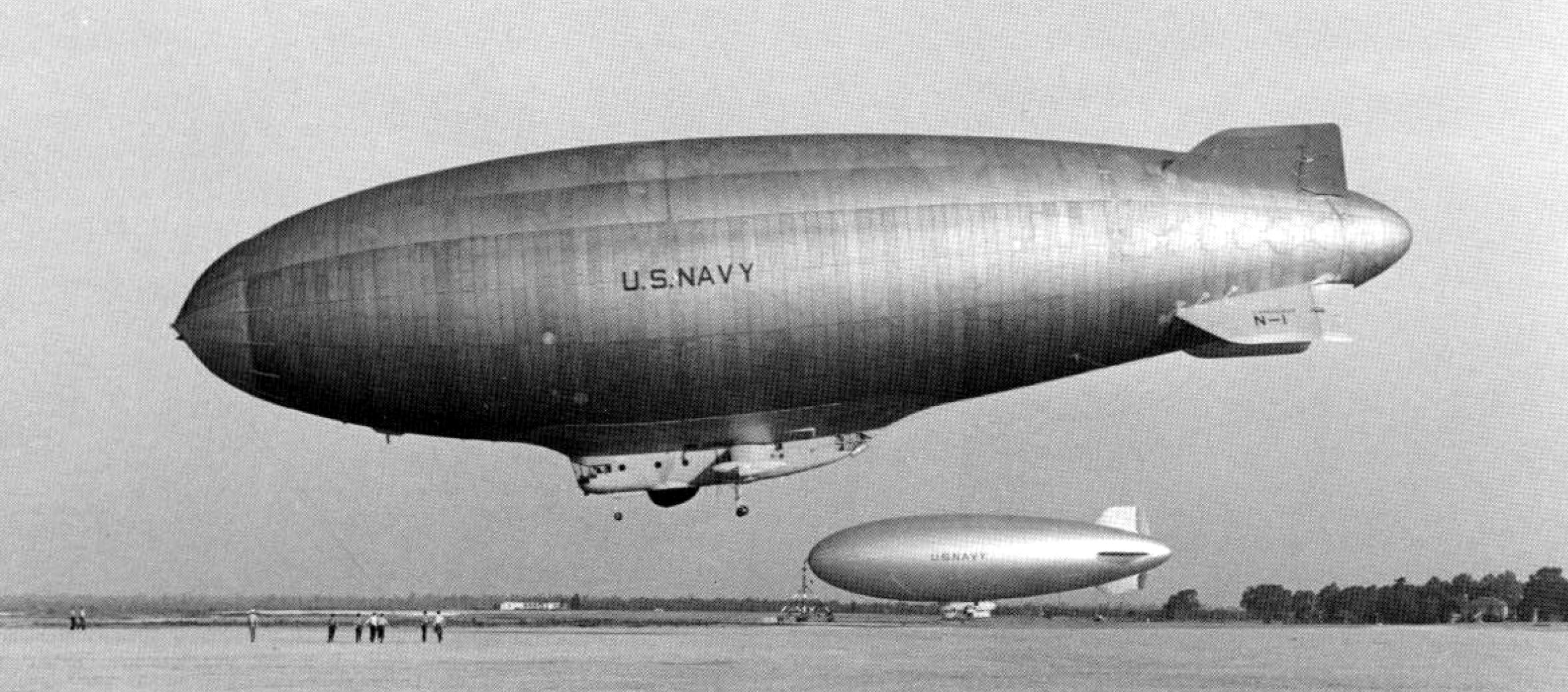
Vzducholoď třídy N

Třída N byla třída neztužených vzducholodí Námořnictva Spojených států amerických, které vyráběla v 50. letech 20. století firma Goodyear Aircraft Company.
Prototyp vzducholodě, která navázala na předcházející třídu M a která byla určena pro hlídkování, byl objednán na konci 40. let 20. století a dodán v roce 1952. Původně byl označen ZPN-1, od roku 1954 jako ZPG-1 a v roce 1962 jako SZ-1A.
V roce 1954 byly zařazeny další čtyři vylepšené vzducholodě s označením ZP2N (krátce poté bylo označení změněno na ZPG-2). Tři z nich byly nedlouho po dodání upraveny pro systém včasného varování, původní označení po přestavbě ZP2N-1W bylo změněno na ZPG-2W a v roce 1962 na EZ-1B.
Roku 1958 byla námořnictvu dodána první vzducholoď ZPG-3W, kterou následovaly další tři. V roce 1962 bylo jejich označení změněno na EZ-1C.
Poslední vzducholodě třídy N byly vyřazeny v roce 1962.